# Leptacis katanga
Leptacis katanga är en stekelart som beskrevs av Lubomir Masner 1960. Leptacis katanga ingår i släktet Leptacis och familjen gallmyggesteklar. Inga underarter finns listade i Catalogue of Life.